# Bernardo Simões (ator)
Bernardo Simões (Niterói, 22 de março de 2002)  é um ator e modelo brasileiro.

## Carreira
| Ano  | Título           | Personagem                                                           |
| ---- | ---------------- | -------------------------------------------------------------------- |
| 2011 | Cordel Encantado | Omar                                                                 |
| 2012 | Avenida Brasil   | Batata / Cristiano Moreira / Jorge Araújo Filho (Jorginho) (criança) |
| 2013 | Sangue Bom       | Fabinho (criança)                                                    |

## Prêmios e Nomeações
| Ano  | Premiação                     | Nomeação      | Resultado |
| ---- | ----------------------------- | ------------- | --------- |
| 2013 | Prêmio Contigo! de TV de 2013 | Ator Infantil | Indicado  |